# Spilarctia styx
Spilarctia styx là một loài bướm đêm thuộc phân họ Arctiinae, họ Erebidae.